# Augenblick Studios
Augenblick Studios è uno studio di animazione fondato nel 1999 da Aaron Augenblick. Lo studio è situato a Brooklyn, New York. L'azienda ha creato una vasta gamma di corti animati per televisione, film e Internet, ed è associata a Cartoon Network, Comedy Central, Adult Swim, TED, PBS, MTV e Nickelodeon. Lo studio è conosciuto per aver composto le animazioni di Wonder Showzen su MTV2 e Superjail! su Adult Swim.

## Storia
Aaron Augenblick studiò animazione alla Scuola di Arti Visive di New York. Dopo essersi laureato nel 1997, Augenblick ha lavorato alla MTV Animation in serie come Daria, Downtown e Cartoon Sushi.
Nel 1999, Augenblick ha aperto gli Augenblick Studios nella zona Dumbo di Brooklyn. Il primo cartone animato prodotto dagli Augenblick Studios fu Ramblin' Man, un cortometraggio indipendente basato sulla canzone omonima di Hank Williams. Ramblin' Man è stato acclamato dalla critica ed è stato vincitore del premio SXSW del 2001. Seguirono altri cortometraggi indipendenti tra cui Drunky, nel 2001, e Plugs McGinniss, nel 2003.
La prima produzione televisiva di Augenblick Studios è stata Shorties Watchin' Shorties su Comedy Central nel 2004. La serie presentava interpretazioni animate di comici di stand up comedy come Denis Leary, Patton Oswalt, Louis C.K., Dane Cook e Mitch Hedberg. Nel 2004, gli Augenblick Studios hanno prodotto contenuti animati per le due stagioni di Wonder Showzen, in onda su MTV2. Augenblick ha creato brevi segmenti, grafica animata e illustrazioni per la serie.
Nel 2006, hanno creato il finto documentario Golden Age per Comedy Central, selezionato ufficialmente dalla Sundance Film Festival. Nel 2007, gli Augenblick Studios hanno animato il cortometraggio Lying Rhino del film The Ten. Nel 2008, lo studio ha completato 11 episodi di Superjail! per il blocco di programmazione Adult Swim su Cartoon Network. Hanno anche creato diversi cortometraggi per Yo Gabba Gabba! su Nickelodeon.
Gli Augenblick Studios hanno creato 31 episodi della serie animata Ugly Americans su Comedy Central, trasmessa tra il 2010 e il 2012. Nel 2011, lo studio ha creato un video per il brano Another Tattoo di "Weird Al" Yankovic. Nel 2013, hanno lavorato a un cortometraggio per il Saturday Night Live, con lo scrittore Zach Kanin. Nel 2015, gli Augenblick Studios hanno collaborato con Animation Domination High Def su Golan the Insatiable, serie animata di mezz'ora andata in onda su Fox. Nel 2015, Augenblick Studios ha animato una nuova serie TV scritta e creata da Tyler, the Creator chiamata The Jellies!, presentata per la prima volta nel 2017. Augenblick Studios ha anche realizzato ulteriorI animazionI per la serie animata Mad di Cartoon Network. La serie Losers di Netflix, pubblicata nel marzo 2019, presenta segmenti animati creati da Augenblick Studios.
Nel gennaio 2016, Augenblick Studios ha annunciato che stava producendo il suo primo lungometraggio d'animazione intitolato The Adventures of Drunky. Il film sarà interpretato da Sam Rockwell, Jeffrey Tambor, Steve Coogan e Nina Arianda.

## Filmografia

### Serie televisive
- Shorties Watchin' Shorties – serie animata, 13 episodi (2004)
- Wonder Showzen – serie animata, 16 episodi (2005-2006)
- Sesamo apriti (Sesame Street) – serie animata, 1 episodio (2007)
- Superjail! – serie animata, 11 episodi (2007-2008)
- Ugly Americans – serie animata, 19 episodi (2010-2012)
- Mad – serie animata (2012-2013)
- Saturday Night Live – serie televisiva, 2 episodi (2012)
- Golan the Insatiable – serie animata (2013-2015)
- T.I. & Tiny: The Holiday Hustle – special televisivo (2013)
- The Jellies! – serie animata, 20 episodi (2017-2019)
- Losers – serie televisiva (2019)
- Le guide di Headspace: meditazione (Headspace Guide to Meditation) – serie animata (2021)
- Teenage Euthanasia – serie animata, 20 episodi (2021)
- Cake – serie animata, 10 episodi (2021)
- City Island – serie animata, 20 episodi (2022-2023)

### Lungometraggi
- Murder in the Front Row, regia di Adam Dubin (2019)
- Un buon trip: avventure psichedeliche (Have a Good Trip: Adventures in Psychedelics), regia di Donick Cary (2020)
- Zoolander: Super Model, regia di Aaron Augenblick (2020)
- The Adventures of Drunky, regia di Aaron Augenblick (2022)
- Weird: The Al Yankovic Story, regia di Eric Appel (2022)

### Cortometraggi
- Ramblin' Man, regia di Aaron Augenblick (2000)
- Moomie's Garage, regia di Aaron Augenblick (2002)
- The Man with the Smallest Penis in Existence and the Electron Microscope Technician Who Loved Him, regia di Patrick O'Brien (2003)
- Golden Age, regia di Aaron Augenblick (2006)
- Thou Shalt Not Bear False Witness, regia di David Wain (2007)
- DC Nation Shorts, regia di Aaron Augenblick, 5 episodi (2013-2014)
- Cookie Chemistry, regia di Aaron Augenblick (2013)
- What Is JASH?, regia di Aaron Augenblick (2013)
- Spacemen From Brookstonia, regia di Aaron Augenblick e Mati Kütt (2013)
- ASAP Fables: The Snake With No Manners, regia di Aaron Augenblick (2017)
- The Nib, regia di Aaron Augenblick (2017-2018)
- Monologue, regia di Aaron Augenblick, 3 episodi (2018-2019)
- Death Hacks, regia di Aaron Augenblick, 10 episodi (2020)
- NYS COVID PSA, regia di Aaron Augenblick (2020)